# Seein' Red, White 'N' Blue
 (juillet 2017).
Si vous disposez d'ouvrages ou d'articles de référence ou si vous connaissez des sites web de qualité traitant du thème abordé ici, merci de compléter l'article en donnant les références utiles à sa vérifiabilité et en les liant à la section « Notes et références ».
Pour plus de détails, voir Fiche technique et Distribution.
Seein 'Red, White' N 'Blue est un dessin animé de Popeye réalisé par Dan Gordon, mettant en scène Popeye et sorti en 1943.

## Résumé
Alors que Brutus est occupé à travailler dans son écurie, il reçoit une lettre l'appelant pour son service militaire dans la marine. Il est cependant très réticent à y répondre et fait semblant d'être malade. Popeye, qui travaille au bureau de recrutement, se méfie et envoie un mannequin féminin pour créer une réaction enthousiaste de sa part. Même si son subterfuge fonctionne, Brutus refuse toujours de rejoindre la marine et dans un effort désespéré pour devenir handicapé, il saute par la fenêtre suivi par Popeye qui tente de l'attraper. Ils s'écrasent tous les deux profondément dans le sol, en fait si profondément que Satan lui-même leur demande de quitter l'Enfer. Après que Brutus et Popeye soient sortis de l'énorme cratère, Satan est frappé par un ange, après quoi ils disparaissent tous les deux.
Brutus tente de fuir mais est touché dans un accident de voiture. Même s'il est assommé, l'ambulance ne s'intéresse pourtant qu'aux pneus du véhicule et les emporte sur une civière au lieu de Brutus. Il essaie de se faire toucher par un coffre-fort qui tombe à pic mais encore une fois Popeye le sauve. Cela met tellement en colère Brutus qu'il verrouille son sauveur à l'intérieur de l'objet puis le jette, qui s'écrase à l'intérieur d'un orphelinat, où plusieurs espions de l'armées impériales japonaises opèrent, sont sous couverture en étant habillés comme des bébés. Alors que Popeye est battu par les espions, Brutus passe pour l'informer que ses bras sont bandés et qu'il pourra enfin échapper au service. Quand Brutus voit que Popeye est en difficulté, il essaie d'aider, mais les deux hommes sont assommés par les Japonais. Pendant qu'ils sont ridiculisés, Popeye attrape ses épinards, les mange et en donne à son compère. Les deux hommes battent alors les Japonais et le poing de Popeye atteint si loin qu'il assomme l'empereur Hirohito, qui tombe sur le dos de son cheval, créant un jeu de mots sur le mot « cul » et dit « Cela devrait arriver à Hitler ! ».
Effectivement, la scène suivante passe à Hitler, qui prononce un discours à la radio en disant: "BO!" («odeur corporelle», une référence à une publicité de savon Lifebuoy ). Hitler est lui aussi battu si fort qu'il perd sa moustache. Une carte de titre apparaît, demandant: "Y a-t-il un médecin dans la maison?" , avec le mot «docteur» barré et «croque mort » écrit au crayon. Alors qu'il est inconscient, Hermann Göring accourt et demande à son Führer de façon mélodramatique "de lui parler" . Hitler dit juste "BO" à nouveau, sur quoi Göring retire son visage de dégoût a cause de l'odeur.
Le dessin animé se termine avec Brutus qui s'inscrit enfin comme marin de la marine américaine. Lorsqu'il demande comment épeler son propre nom, les espions japonais emprisonnés chantent "BRUTUS", en référence au jingle commercial de Jell-o de l'époque.